# Kaspar von Questenberg

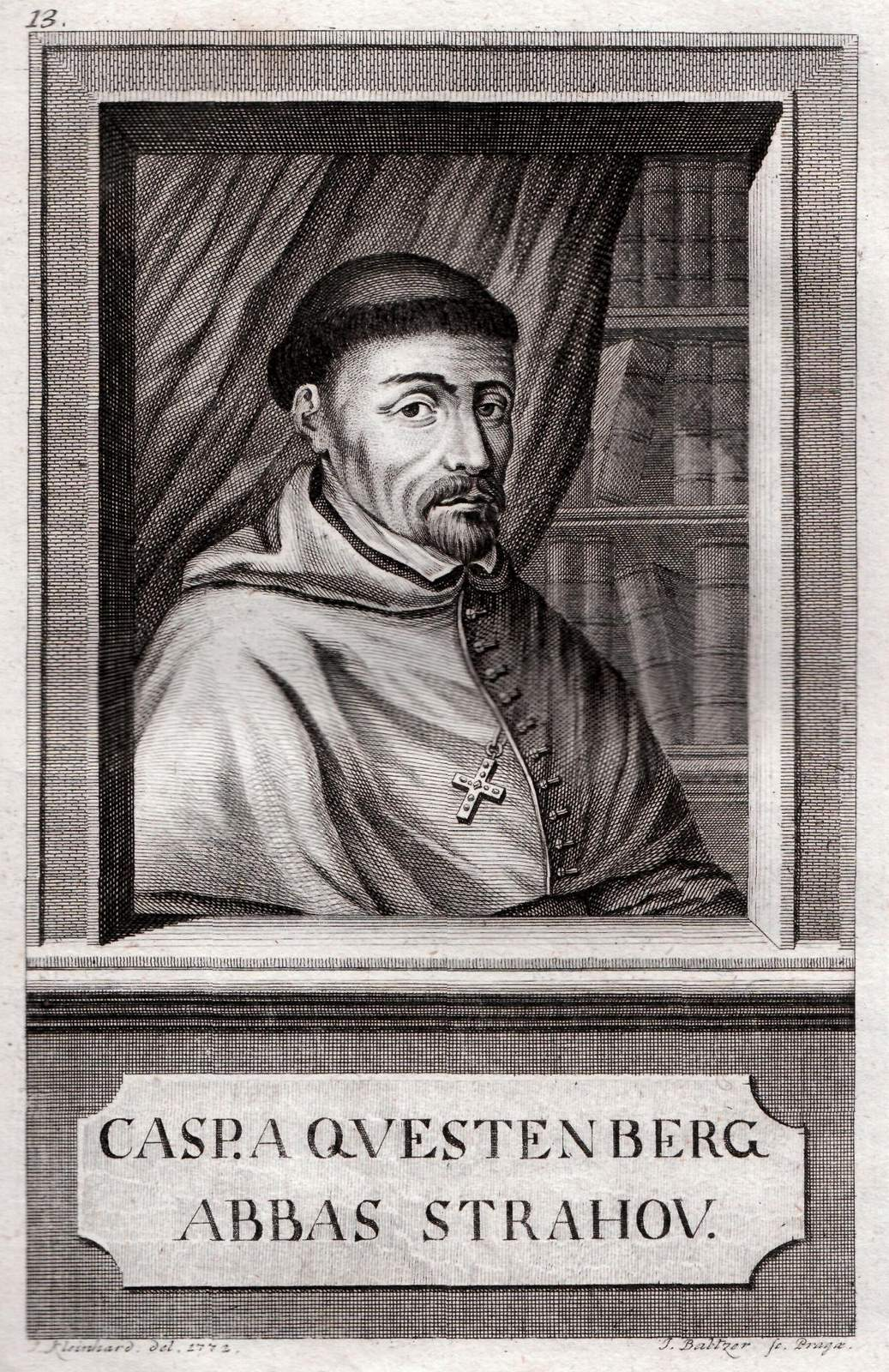
Abt Kaspar von Questenberg
Kupferstich von Johann Balzer (1772)

Kaspar von Questenberg OPraem (* 1571 in Köln; † 28. Juni 1640 in Prag) war ein Abt des Prämonstratenserstiftes Strahov in Prag, zugleich Generalvikar der Böhmischen Zirkarie und wirkte als Verfasser theologischer Schriften.

## Leben und Wirken

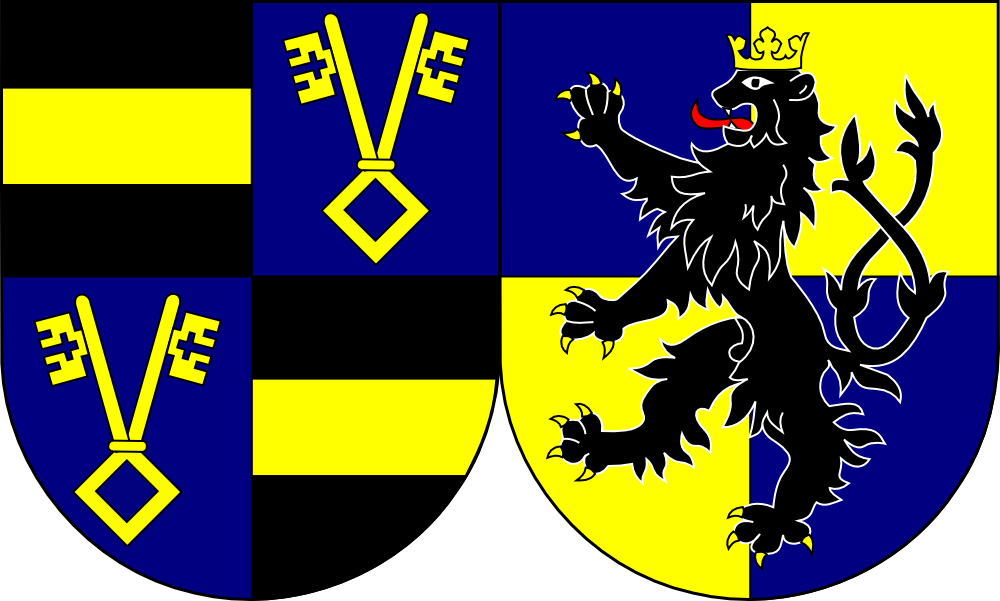
Abt Questenbergs Allianzwappenschild

Kaspar von Questenberg entstammte dem alten Kölner Patriziergeschlecht von Questenberg. Nach dem Studium der Philosophie in Köln trat er in das Prämonstratenserstift Strahov bei Prag ein. Nach seiner Priesterweihe war er zunächst als Prediger an der Liebfrauenkirche tätig und von 1595 bis 1606 auch als Pfarrer in Iglau (Jihlava). 1601 begleitete er seinen Abt Jan Lohelius auf einer Reise nach Rom und wurde 1612 selbst zum Abt des Klosters gewählt, nachdem Lohelius zum Erzbischof von Prag berufen worden war.
Das Reformwerk seines Vorgängers setzte er im Kloster fort. In der vereinigten böhmischen, mährischen, österreichischen und schlesischen Ordenszirkarie war er als Generalvikar und später ab 1614 als Visitator tätig. Außerdem bekleidete er auch das Amt des Kanzlers im Erzbistum, war Generalvikar sowie ab 1627 Mitglied der erzbischöflichen Reformationskommission und ab 1630 Visitator für Teile Böhmens, was er auch unter Kardinal Ernst Adalbert von Harrach fortsetzen konnte.
1618 des Landes verwiesen, kehrte er 1621 in sein Stift zurück, aus dem er 1631 nochmals für kurze Zeit fliehen musste. Zur Ausbildung des Ordensnachwuchses gründete er 1628 das Collegium Norbertinum und erbaute zwischen 1637 und 1639 die Norbertuskirche. Bereits am 1. Mai 1627 hatte er die Gebeine des hl. Norbert von Magdeburg überführen und im Kloster Strahov beisetzen lassen.
Für Strahov sicherte Questenberg den Besitz an den verwaisten Stiften Želiv und Milevsko und übte zeitweise das Patronat auf St. Nikolaus in der Prager Altstadt aus. Er veranlasste die vorübergehende Wiederbesiedlung der Klöster Jerichow, Gottesgnaden und Ilfeld unter kaiserlichem Schutz.  Für die Armenpflege gründete er das Elisabethspital in der Prager Neustadt.